# Dactylopogon
Genre
Dactylopogon est un genre éteint de poissons osseux de l’ordre des Elopiformes. Il vivait lors du Campanien.

## Liste d'espèces
Selon Paleobiology Database (15 décembre 2020) :
- Dactylopogon grandis